# Paul Hagman
Paul Bertil Hagman, född 19 januari 1887, död 17 oktober 1964 i Sofia församling i Stockholm, var en svensk skådespelare. Han var son till skådespelaren Justus Hagman.
Hagman filmdebuterade 1912 i Georg af Klerckers Dödsritten under cirkuskupolen. Han var som mest aktiv under 1930- och 1940-talen och kom att medverka i sammanlagt ett fyrtiotal filmer. Hagman är begravd på Norra begravningsplatsen utanför Stockholm.

## Filmografi
- 1912 – Dödsritten under cirkuskupolen
- 1913 – Löjen och tårar
- 1916 – Kärlek och journalistik
- 1918 – Thomas Graals bästa barn
- 1919 – Sången om den eldröda blomman
- 1920 – Carolina Rediviva
- 1920 – Gyurkovicsarna
- 1921 – En vildfågel
- 1930 – Fridas visor
- 1930 – Ulla, min Ulla
- 1930 – Kronans kavaljerer
- 1931 – Skepp ohoj!
- 1931 – Dantes mysterier
- 1931 – Röda dagen
- 1931 – Falska miljonären
- 1931 – Trötte Teodor
- 1931 – Skepparkärlek
- 1932 – Värmlänningarna
- 1932 – Kärlek och kassabrist
- 1933 – Bomans pojke
- 1933 – Luftens Vagabond
- 1933 – Den farliga leken
- 1933 – Lördagskvällar
- 1934 – Sången om den eldröda blomman
- 1934 – Anderssonskans Kalle
- 1934 – Kungliga Johansson
- 1934 – Pettersson – Sverige
- 1934 – Simon i Backabo
- 1935 – Skärgårdsflirt
- 1935 – Flickor på fabrik
- 1936 – Johan Ulfstjerna
- 1936 – 33.333
- 1936 – Alla tiders Karlsson
- 1937 – Klart till drabbning
- 1937 – Pensionat Paradiset
- 1939 – Filmen om Emelie Högqvist
- 1939 – Den modärna Eva
- 1939 – Rena rama sanningen
- 1939 – Vi på Solgläntan
- 1940 – En sjöman till häst
- 1940 – Kronans käcka gossar
- 1940 – Lillebror och jag
- 1940 – Stora famnen
- 1941 – Gentlemannagangstern
- 1941 – Lasse-Maja
- 1941 – Stackars Ferdinand
- 1942 – Livet på en pinne
- 1942 – I gult och blått
- 1942 – Jacobs stege
- 1942 – Sexlingar
- 1942 – Löjtnantshjärtan
- 1942 – Ta hand om Ulla
- 1942 – Tre skojiga skojare
- 1943 – I brist på bevis
- 1943 – En flicka för mej
- 1943 – Elvira Madigan
- 1943 – Aktören
- 1943 – Brödernas kvinna
- 1943 – Fångad av en röst
- 1943 – Hans Majestäts rival
- 1943 – Hon trodde det var han
- 1943 – Som du vill ha mej
- 1944 – Excellensen
- 1944 – Vi behöver varann
- 1946 – Det är min modell
- 1946 – Johansson och Vestman
- 1949 – Hur tokigt som helst

## Teater

### Roller (ej komplett)
| År   | Roll                                      | Produktion                               | Regi          | Teater                        |
| ---- | ----------------------------------------- | ---------------------------------------- | ------------- | ----------------------------- |
| 1917 | Fritz Krüger                              | Nybroplan 2 Oscar Engel och A.F.V Körber | Axel Hultman  | Södra Teatern                 |
| 1918 | Fyrverkarn Larsson-Liljeforss Festprissen | Tokstollar, revy Emil Norlander          |               | Södra Teatern                 |
| 1931 | Hilmer                                    | 33.333 Algot Sandberg                    | Sigurd Wallén | Folkteatern                   |
| 1935 |                                           | Filip den store Oscar Rydqvist           |               | Vanadislundens friluftsteater |